# Ахметов, Мурад Хусаинович
Мурад Хусаинович Ахметов (10 августа 1948, Уфа — 26 февраля 2006, там же) — башкирский советский и российский композитор. Заслуженный деятель искусств Российской Федерации (1996). Народный артист Республики Башкортостан (1999). Сын выдающегося композитора Хусаина Ахметова.
Мурад Ахметов — автор первой в истории музыки мусульманской философско-религиозной оперы «Хайям и Коран». Это первая часть духовной дилогии (2-я часть — опера «Иов»..
Героический эпос, история башкирского народа, произведения башкирских поэтов и прозаиков стали основой многих его сочинений: балеты «В ночь лунного затмения» по Мустаю Кариму, «Северные амуры» и «Урал-батыр», оратории «Раны батыра», «Поэма о Салавате», квинтет «Земля отцов» и многие другие.

## Биография
В 1966—1971 годах — учёба в классе композиции профессора А. Хачатуряна в ГМПИ им. Гнесиных.
В 1971—1972 годах — служба в рядах Советской Армии.
Окончил Уфимское училище искусств по классам композиции и фортепиано.
- 1971—1978 — преподаватель Училища и Института искусств Уфы;
- 1976—1989 — проведение кропотливой работы по комплектованию фонда башкирской музыки в Союзе композиторов РСФСР, организация участия башкирских народных исполнителей в международных фестивалях и концертах в Москве;
- 1991—1995 — заместитель председателя Союза композиторов Москвы, председатель Ревизионной комиссии Союза композиторов Москвы;
- 1997—1998 — референт ректора Уфимского государственного института искусств по вопросам национальной культуры.

Умер в 2006 году. Похоронен на Южном кладбище.

## Сочинения[5]
- «Аполлон и Марсий» — композиция для 16 струнных и солирующего гобоя, сложное в музыкально-техническом отношении произведение, где партия каждого инструмента самостоятельна, выписана отдельно, без повторов, удвоений или унисона[3].
- «Трио-медитация в стиле раги».
- Вокальные циклы:
  - «Из китайской пейзажной лирики»;
  - «Из арабской любовной поэзии».
- Балеты:
  - «Маугли» (1974) — балет на известное произведение Р. Киплинга, либретто Х. Ахметова;
  - «Повелитель огня» (1984) — балет по мотивам африканских легенд, основанный на фольклоре народов Кении;
  - «Торквемада» (1991) — балет по монографии Хуана Льоренте «Критическая история испанской инквизиции», либретто В. Харченко;
  - «Северные амуры» (1980) — либретто Файзи Гаскарова;
  - «Урал-батыр» (1998) — по одноимённому башкирскому народному эпосу, либретто Шамиля Терегулова;
  - «В ночь лунного затмения» (1978) — балет по одноимённой трагедии Мустая Карима.
- «Лабиринт и Минотавр» — соната на тему древнегреческого мифа.
- Духовная оперная дилогия:
  - «Хайям и Коран» (1991—1992) — мусульманская философско-религиозная опера (18 рубаи Омара Хайяма и фрагменты семи сур Корана);
  - опера «Иов» на библейскую тему.
- Оратории:
  - «Раны батыра» на стихи Кадима Аралбая;
  - «Поэма о Салавате»;
  - «Сны Хиросимы».
- Симфонии:
  - № 1 «Памяти отца», посвящённая Хусаину Ахметову;
  - Симфоническая триада «Миллениум»:
    - № 2 «Варган-симфония»;
    - № 3 "По прочтению башкирского эпоса «Урал-батыр»;
    - № 4 «Реквием — узун-кюй»;

  - № 5 «О странствиях вечных, земных и небесных» — последнее сочинение композитора (неисполненное).

Кроме классических произведений, писал музыку к спектаклям Башкирского театра драмы им. Гафури:
- «Красный паша» Н. Асанбаева;
- «Великодушный рогоносец» Ф. Кроммелинка;
- «Бибинур, ах, Бибинур!» Ф. М. Булякова,

и мультфильмам, среди которых мультфильмы студии «Пилот»:
- «Авиаторы» (1990)
- «Пумс» (1990);
- «Чудеса» (1990);
- «Ловцы жемчуга» (1990);
- «Формула—1» (1991),

киностудии «Союзмультфильм»:
- «Контакты... конфликты... (Выпуск 1)» (1984).

творческого объединения «Экран»:
- «Роковая любовь. Фильм 1» (1989);
- «Роковая любовь. Фильм 2» (1990).

## Семья
Отец Александра Яскина — выдающийся композитор Александра Яскина.
У Мурада Ахметова четверо детей: сыновья Фархад и Алан и дочь Камила.
Сын Алик Ахметов от последней жены Альфии Рифкатовны Ахметовой родился через три месяца после смерти Мурада Ахметова. Сирота Алик Ахметов на сегодняшний день воспитанник детского дома.

## Оценка композитора
Великолепный знаток оркестра и признанный мастер инструментовки, он свободно экспериментировал с составами оркестра, вводил неподдающиеся нотной фиксации звучания, использовал национальные инструменты разных народов, блестяще раскрывая их выразительные и технические возможности. Филигранное композиторское мастерство, блестящее владение технологическими приёмами и тщательность отделки позволили композитору даже в миниатюрных сочинениях отразить черты своего индивидуально-неповторимого симфонического стиля, создать партитуры, выверенные не только по вертикали и горизонтали, но и по диагонали.— http://www.agidel.ru/?param1=13041&tab=7